# 이인엽 영정 (경기도 문화재자료 제123호)
이인엽 영정(李仁燁 影幀)은 서울특별시 강동구 강일동에 있는 초상화다. 2003년 9월 4일 경기도의 문화재자료 제123호로 지정되었으나, 2010년 6월 8일 문화재 지정이 해제되었다.

## 지정 사유
유형문화재로 지정된 영정과 같은 류의 상이지만 원래 박락이 심한 상태에서 보수한 흔적이 상당히 나타나 종중에서 위탁한 대폭초상화 1점 및 안면상위주의 반신상은 문화재자료로 지정한다.

## 해제 사유
소유자가 관리하고자, 문화재 소재지가 경기도 용인시 상갈동 경기도박물관에서 서울시 강동구 강일동으로 변경되어 영구반출하게 됨에 따라 경기도문화재보호조례 제21조 제1항에 의거 경기도문화재에서 해제하였다.

## 같이 보기
- 이인엽
- 이인엽 영정 (경기도 유형문화재 제191호)

## 참고 자료
- 이인엽영정 - 국가유산청 국가유산포털